# Honduras op de Olympische Zomerspelen 2016
Honduras nam deel aan de Olympische Zomerspelen 2016 in Rio de Janeiro, Brazilië. De selectie bestond uit 25 sporters, actief in zeven sporten: het mannenvoetbalelftal, dat zich voor de derde maal op rij had weten te kwalificeren, besloeg het grootste deel van de ploeg. Atleet Rolando Palacios droeg de Hondurese vlag tijdens de openingsceremonie. Honduras kwam dicht bij haar eerste olympische medaille: het voetbalelftal verloor van Nigeria in de bronzen finale van het mannentoernooi (2–3). 

## Deelnemers en resultaten
(m) = mannen, (v) = vrouwen 

### Atletiek
| Olympiër            | Discipline | Resultaat | Prestatie             |
| ------------------- | ---------- | --------- | --------------------- |
| Rolando Palacios VO | 200m (m)   | 71e       | serie 6: 7de in 21,32 |

### Boksen
| Olympiër      | Discipline | Resultaat | Prestatie                         |
| ------------- | ---------- | --------- | --------------------------------- |
| Teofimo Lopéz | –60kg (m)  | 17e       | 1ste ronde: V van FRA OUmiha: 0–3 |

### Gewichtheffen
| Olympiër         | Discipline | Resultaat | Prestatie                                                    |
| ---------------- | ---------- | --------- | ------------------------------------------------------------ |
| Cristopher Pavón | –94kg (m)  | 15e       | trekken: 15de met 145kg stoten: 15de met 180kg totaal: 325kg |

### Judo
| Olympiër     | Discipline | Resultaat | Prestatie                          |
| ------------ | ---------- | --------- | ---------------------------------- |
| Ramón Pileta | +100kg (m) | 17e       | 1ste ronde: V van BRA Silva: ippon |

### Taekwondo
| Olympiër          | Discipline | Resultaat | Prestatie                                  |
| ----------------- | ---------- | --------- | ------------------------------------------ |
| Miguel Ferrera VS | –80kg (m)  | 11e       | 1ste ronde: V van IRI Khodabakhshi: 1–13PG |

### Voetbal
| Olympiër | Discipline | Resultaat | Prestatie |
| --- | ---------- | --------- | --- |
| Luis López Jonathan Paz Marcelo Pereira Kevin Álvarez Allans Vargas Bryan Acosta A Brayan Ramírez Johnny Palacios D VO Anthony Lozano Óscar Salas Marcelo Espinal Romell Quioto D Jhow Benavídez Elder Torres Allan Banegas Brayan García Alberth Elis Harold Fonseca | mannen     | 4e        | groep D: 2de W van Algerije: 3-2 V van Portugal: 1-2 G van Argentinië: 1-1 kwartfinale: W van Zuid-Korea: 1-0 halve finale: V van Brazilië: 0-6 bronzen finale: V van Algerije: 2-3 |

| Groep D |            |             |             |             |             |            |            |            |        |
| #       | Land       | Wedstrijden | Wedstrijden | Wedstrijden | Wedstrijden | Doelpunten | Doelpunten | Doelpunten | Punten |
| #       | Land       | G           | W           | G           | V           | V          | T          | Saldo      | Punten |
| 1       | Portugal   | 3           | 2           | 1           | 0           | 5          | 2          | +3         | 7      |
| 2       | Honduras   | 3           | 1           | 1           | 1           | 5          | 5          | 0          | 4      |
| 3       | Argentinië | 3           | 1           | 1           | 1           | 3          | 4          | –1         | 4      |
| 4       | Algerije   | 3           | 0           | 1           | 2           | 4          | 6          | –2         | 1      |

| Ronde          | Datum       | Lokale tijd | MEZT           | Plaats         | Land       | Score    | Land     |
| -------------- | ----------- | ----------- | -------------- | -------------- | ---------- | -------- | -------- |
| Groepsfase     |             |             |                |                |            |          |          |
| 4 augustus     | 15:00       | 20:00       | Rio de Janeiro | Honduras       | 3–2        | Algerije |          |
| 7 augustus     | 15:00       | 20:00       | Rio de Janeiro | Honduras       | 1–2        | Portugal |          |
| 10 augustus    | 13:00       | 18:00       | Rio de Janeiro | Argentinië     | 1–1        | Honduras |          |
| Kwartfinale    | 13 augustus | 19:00       | 00:00          | Belo Horizonte | Zuid-Korea | 0–1      | Honduras |
| Halve finale   | 17 augustus | 13:00       | 18:00          | Rio de Janeiro | Brazilië   | 6–0      | Honduras |
| Bronzen finale | 20 augustus | 13:00       | 18:00          | Belo Horizonte | Honduras   | 2–3      | Nigeria  |

### Zwemmen
| Olympiër        | Discipline           | Resultaat | Prestatie               |
| --------------- | -------------------- | --------- | ----------------------- |
| Allan Gutiérrez | 100m vlinderslag (m) | 39e       | serie 2: 7de in 55,20   |
|                 |                      |           |                         |
| Sara Pastrana   | 200m vrije slag (v)  | 38e       | serie 2: 6de in 2.03,19 |